# Robert Hardy
Timothy Sydney Robert Hardy CBE FSA, més conegut com a Robert Hardy, (Cheltenham, 29 d'octubre de 1925 - Londres, 3 d'agost de 2017) fou un actor anglès amb una carrera de sis dècades i que va incloure una gran varietat de papers en el cinema, teatre i televisió.

## Biografia
Hardy va nàixer a Cheltenham, Anglaterra, el fill de Jocelyn Dugdale i Henry Hardy. Va estudiar en Oxford, on va obtenir una llicenciatura amb honors.
Va debutar professionalment amb la Royal Shakespeare Company en Stratford-upon-Avon, en 1949, en múltiples temporades clàssiques allí i en l'Old Vic. Posteriorment es va traslladar al West End per a treballar en produccions com Molt soroll per no res, Habeas corpus, The Rehearsal, A Severed Head, The Constant Couple, Dear Liar i Body & Soul.
La llarga i distingida carrera de Robert Hardy inclou papers en pel·lícules com L'espia que va sorgir del fred, Ten Rillingion Place, El jove Winston, The Shooting Party, Robin Hood, Frankenstein de Mary Shelley, Sentit i sensibilitat, An Ideal Husband i més recentment com Cornelius Fudge en la saga de Harry Potter.
Robert Hardy va escriure i va presentar documentals per a televisió sobre Enric V, Gordon of Khartoum i la sèrie Horses in our Blood. A més, va publicar dos llibres sobre les guerres medievals que es diuen Longbow i The Great War-Bow.

## Filmografia
- 1972
  - El jove Winston
  - Sir Gawain and the Green Knight
- 1978 - All Creatures Great and Small (TV)
- 1981 - Winston Churchill: The Wilderness Year (TV)
- 1994 - Frankenstein de Mary Shelley
- 1995 - Sentit i sensibilitat
- 1997 - Mrs. Dalloway
- 2000 - El desè regne
- 2002
  - Thunderpants
  - Harry Potter i la cambra secreta
  - Visitants (The Gathering)
- 2004 - Harry Potter i el pres d'Azkaban
- 2005
  - Harry Potter i el calze de foc
  - Lassie
- 2007 - Harry Potter i l'Orde del Fènix

## Premis

### Premis BAFTA
| Any  | Categoria                 | Pel·lícula                             | Resultat |
| ---- | ------------------------- | -------------------------------------- | -------- |
| 1982 | Millor actor de televisió | Winston Churchill: The Wilderness Year | Nominat  |
| 1980 | Millor actor de televisió | All Creatures Great and Small          | Nominat  |